# Niamh Kavanagh

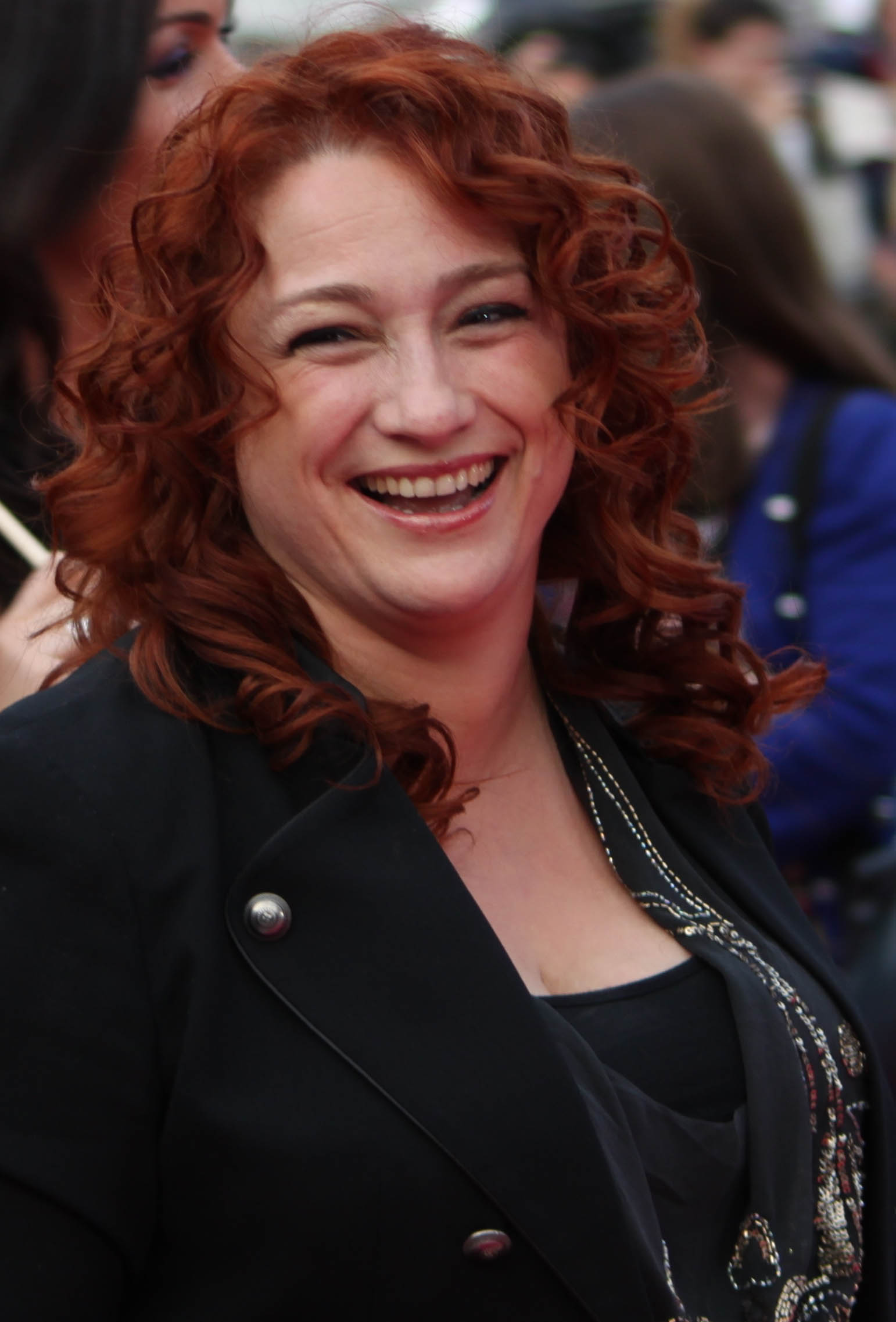
Niamh Kavanagh in Oslo (2010)

Niamh Kavanagh (Dublin, 13 februari 1968) is een Ierse zangeres.
Met het liedje In your eyes won Kavanagh voor Ierland het Eurovisiesongfestival 1993 in eigen land. De puntentelling was bijzonder spannend; Malta had problemen met de telefoonverbinding en zou zijn punten als laatste geven, terwijl ze dat in het eerste deel van de telling al moesten doen. Ierland lag 11 punten voor op het Verenigd Koninkrijk en had aan 2 punten genoeg. Naarmate de stemming vorderde kwamen beide landen niet aan de beurt en de spanning bereikte een hoogtepunt toen na de 10 punten beide landen nog niet genoemd werden: met een 12 zou het Verenigd Koninkrijk de zege nog net kunnen binnenhalen. Malta echter gaf de 12 aan Ierland waardoor Niamh Kavanagh uiteindelijk met afgetekende voorsprong won. Het lied was het best verkochte lied van het jaar in Ierland en haalde de 24ste positie in de Engelse hitparade.
In 2010 besloot Kavanagh opnieuw een gooi te doen naar de vertegenwoordiging van Ierland op het Eurovisiesongfestival 2010. Ze probeerde dit met de ballade It's for you, die geschreven werd door onder anderen de Zweedse liedjesschrijver Jonas Gladnikoff. Ze won de Ierse voorselectie en vertegenwoordigde Ierland in Oslo, maar een tweede songfestivaloverwinning boekte ze niet. Ze haalde slechts met de hakken over de sloot de finale, waar ze 23ste werd met 25 punten.

## Singles
- 1993: In your eyes
- 1993: Flying blind
- 1995: Sometimes love
- 1998: Red roses for me (feat. The Dubliners)
- 2010: It's for you
- 2011: A fool for you no more